# Sturer Emil
Il 12,8 cm Selbstfahrlafette auf VK3001(H) Sturer Emil, indicato anche come Selbstfahrlafette L/61 o semplicemente con la designazione non ufficiale Sturer Emil, era un semovente cacciacarri sperimentale realizzato dall'azienda tedesca Henschel & Sohn ed utilizzato dall'Heer durante la seconda guerra mondiale.

## Storia

### Sviluppo

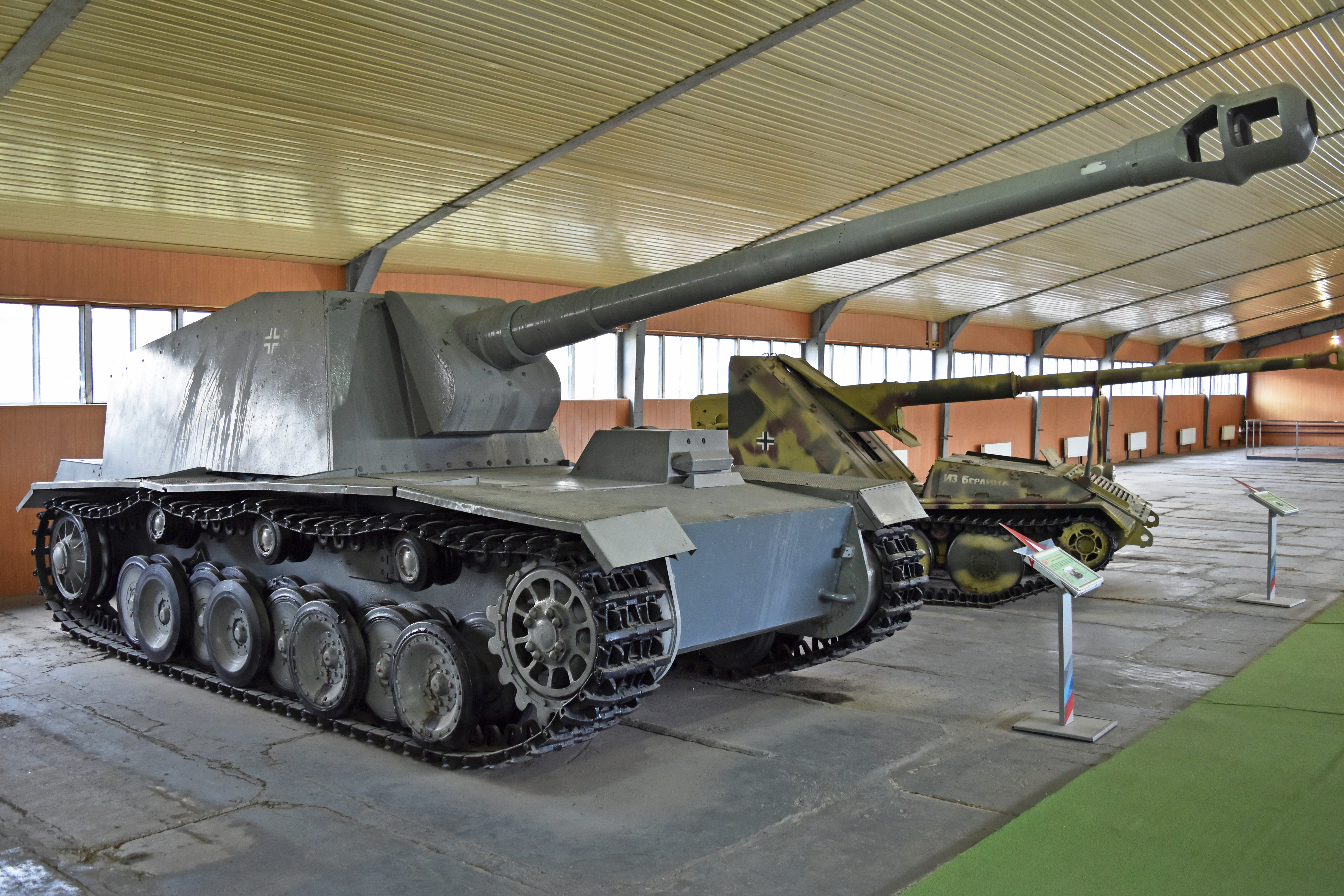
Moritz,l'unico esemplare superstite,esposto al Kubinka Tank Museum

Nel 1939 l'esigenza di soddisfare la richiesta di veicoli atti a contrastare i corazzati nemici esortò il governo tedesco a richiedere alla Henschel & Sohn lo sviluppo di un nuovo veicolo basato sul Panzer VI Tiger I equipaggiandolo con un cannone prodotto dalla Rheinmetall, il 12,8 cm K L/61 (basato a sua volta sul cannone contraerei 12,8 cm Pak 44).
Il telaio era basato su un precedente modello designato VK3001(H), un prototipo realizzato nell'ambito di un programma di sviluppo per un carro armato medio,il Panther,ma che venne scartato dalla commissione militare.

### Impiego operativo
I due esemplari realizzati, battezzati Max und Moritz in omaggio agli omonimi personaggi di una filastrocca, vennero entrambi utilizzati sul fronte orientale. Max rimase distrutto in combattimento, mentre Moritz, operativo nella 2. Panzer-Division e che esibiva 31 simboli di unità distrutte dipinti sulla canna, venne catturato integro a Stalingrado nel gennaio 1943.

## Esemplari attualmente esistenti
L'esemplare catturato dalle truppe dell'Armata Rossa è ora conservato nel padiglione 6 del Museo dei mezzi corazzati (VIM BTVT) di Kubinka, in Russia.